# Ільїнське (Нікольський район)
Ільї́нське (рос. Ильинское) — присілок у складі Нікольського району Вологодської області, Росія. Входить до складу Аргуновського сільського поселення.

## Населення
Населення — 167 осіб (2010; 246 у 2002).
Національний склад (станом на 2002 рік):
- росіяни — 100 %